# Governador Mangabeira
Governador Mangabeira är en kommun i Brasilien.   Den ligger i delstaten Bahia, i den östra delen av landet, 1 000 km öster om huvudstaden Brasília. Antalet invånare är 19 826.
Omgivningarna runt Governador Mangabeira är huvudsakligen savann. Runt Governador Mangabeira är det ganska tätbefolkat, med 192 invånare per kvadratkilometer.